# Burg Tombrugg
Die Burg Tombrugg, auch Tombruck oder Tomburg genannt, ist eine abgegangene Höhenburg am Rande eines Plateaus des Höchenschwander Berges am Schwarzatal. Sie lag in der Gemarkung „(Auf der) Burg“, 2.600 Meter östlich der Kirche der Gemeinde Höchenschwand im Landkreis Waldshut in Baden-Württemberg.

## Name und Lage
Benannt war sie nach einer nahegelegenen Brücke über den Tonnbach, dem heutigen Taubach. Vor der Burgstelle liegt eine ebene Fläche, hier befanden sich einige Hofstätten, sogenannte Meierhöfe. Die Besitzungen der Burgherren reichten von der Tonnbachbrücke über den Dreherhäusleweiher bis an die Schwarza.
Unweit der Burgstelle liegt ein Moränenblockmeer und das „Eisloch“. Der Gewann-Name „Heidenschloss“ in der Nähe hat nach dem Burgenforscher Heinz Voellner keinen Bezug zur Burg Tombrugg.
Die Burg Tombrugg lag auf einem Hochplateau, das nur von Osten her zugänglich ist. Nördlich ist das Plateau mäßig abfallend. An der Ost- und Südseite wird das Plateau von einer steilen Schlucht begrenzt. Der ganze Hügel und das Plateau waren früher waldfrei und dienten als Felder und Weideflächen, dies beweisen noch heute sichtbare Steinwälle und Abgrenzungen. Über das Hochplateau führte der einzige befestigte Zugang ins Mittlere Schwarzatal. Die Burg bestand aus einem 12 Meter breiten quadratischen Wohnturm, der an der westlichen Eingangsseite stand, sowie einigen kleineren Gebäuden, bei denen nur die Untermauerung und der Unterteil aus Stein errichtet waren. Der Turm und die restlichen Gebäude der Burg wurden von einer Ringmauer umfasst.

## Geschichte

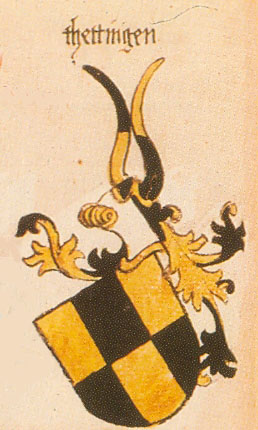
Wappen der Herren von Tettingen

Die Burg wurde im 10. Jahrhundert vom Kloster St. Gallen als eine von mehreren Turmburgen zur Sicherung seines im 9. Jahrhundert dort erworbenen Besitzes erbaut. Sie zählte zu den ältesten Burgen im Albgau. Die Burg Tombrugg und die Gutenburg an der Schlücht sollten das Schwarzatal mit seinen Silber- und Bleiminen schützen und die Verwaltung und den Abtransport der wertvollen Metalle gewährleisten. Bei der Burg standen drei Gerichtslinden (ze Tonbruck by den Linden, 1425). Die Burg war Gerichtsort für die Vogtei und die Einung Höchenschwand. Nach der Zerstörung der Burg war fortan der Kirchplatz in Höchenschwand Gerichtsplatz, bei dem bis heute ebenfalls eine Gerichtslinde steht.
Besitzer der Burg waren die Herren von Tombrugg. Erwähnt wird dabei im Jahre 1168 der Ritter Hermann von Tombrugg (Herimannus de Tombruggo miles). 1424 starben die Herren von Tombrugg aus und die Burg mit ihren Ländereien befand sich anschließend bis zu ihrem Verfall im Besitz einiger regionaler Adelsfamilien. In verschiedenen Quellen werden die Tombrugger als eines der ganz alten Albgauer Rittergeschlechter genannt.
1424 wurde die Burg dem Junker Hans Ulrich von Tettingen überschrieben. Er verkaufte 1425 die Vogteien Tonbach und Strittberg sowie die Fischrechte in der Schwarza an das Kloster St. Blasien für fünf Schillinge und 100 Leib Käse. Junker Hans stammte aus Döttingen bei Klingnau, das nach seiner Familie benannt war. Im Laufe seines Lebens besaß er mehrere Burgen und Schlösser im ganzen Hochrheingebiet. Viele verkaufte er oder stiftete den Besitz Klöstern und Spitälern in der Region. Er hinterließ eine Tochter, Anna, die Pfründnerin im Spital Schaffhausen war. Mit ihr endete wohl die Linie der Tettinger am Hochrhein.

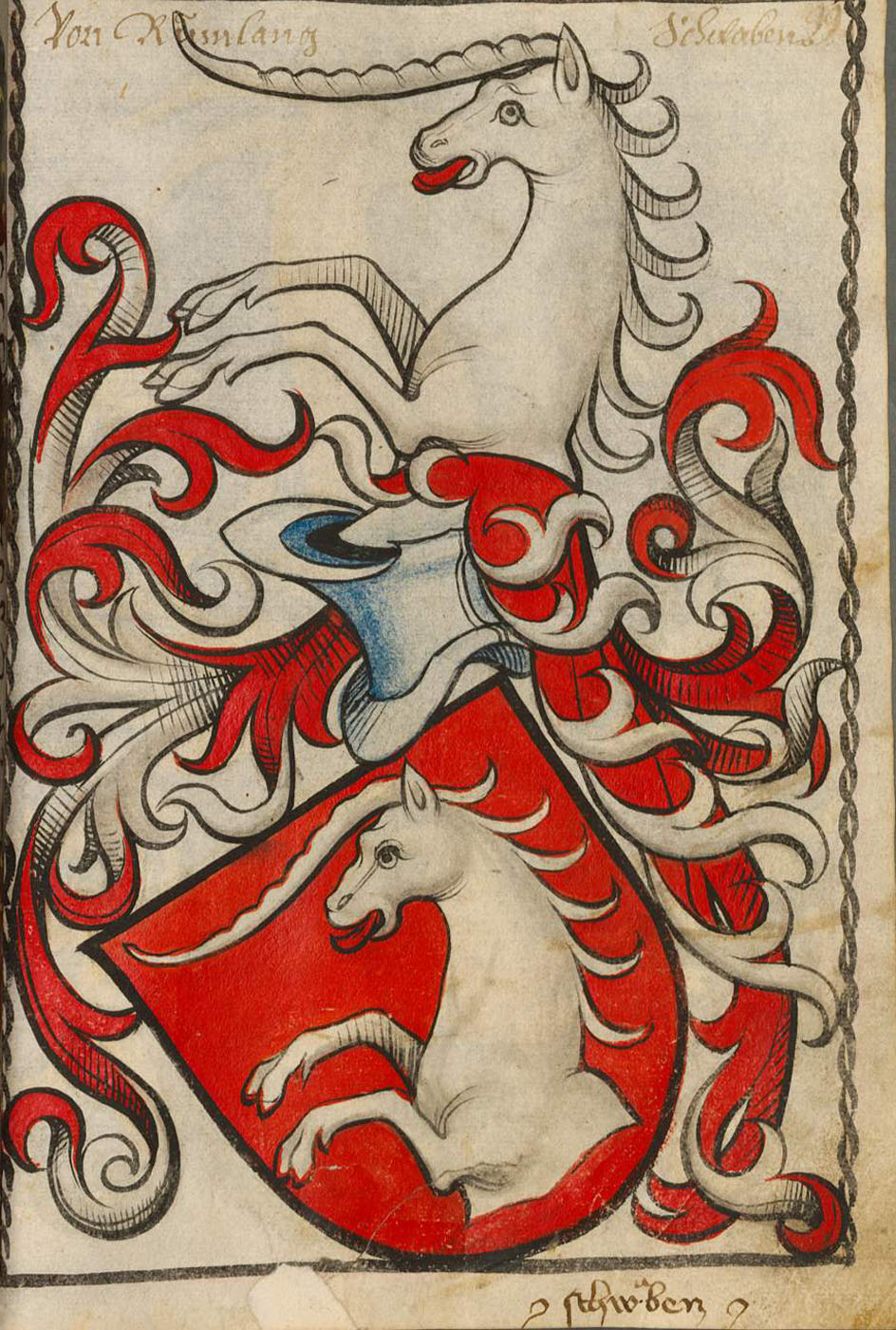
Wappen der Herren von Rümlang

Nach den Tettingern übernahmen die Herren von Rümlang die Burg, jedoch nur kurz. Die Herren von Rümlang kamen aus der Schweiz, ihr Stammschloss war das spätere Wasserhaus in Ror an der Glatt. Sie waren eifrige Anhänger des Hauses Habsburg. Bereits 1467 überließen die Rümlanger dem Kloster St. Blasien das Vogtrecht über die Burg. Die Rümlanger pflegten einen kostspieligen Lebensstil und waren somit oft in Geldnöten. Zusammen mit der Gutenburg ging die Burg Tombrugg dann durch Landvogt Heinrich von Rümlang und seine Gemahlin Frau Veronika Froneck, geborene von Landenberg zu Greifensee, an den Abt Christoph und den Konvent zu St. Blasien durch Johann Weber, Landrichter zu Stühlingen, im Namen des Grafen Johann von Lupfen vor dem Landgericht Gurtweil am Mittwoch vor dem Palmtag 1480.
Die letzte Erwähnung der Vogtei Tombrugg erfolgte im Jahr 1569, in der 1783 erschienenen Historia Nigrae Silvae von Martin Gerbert ist von „Ruinen der Burg Tombrugg“ die Rede. Historiker gehen davon aus, dass sie im Dreißigjährigen Krieg zerstört wurde. Von der ehemaligen Burganlage sind noch Spuren des Burgturms zu sehen. In den Kirchenbüchern der Pfarrei Höchenschwand ist vermerkt, dass zum Bau der neuen Pfarrkirche 1659 Steine des Burgstalls Tombrugg verwendet wurden.

## Sage
Um die Burg ranken sich auch Sagen. Eine dieser Sagen berichtet vom Junker Hans von Tombrugg. Durch seine Tapferkeit im Waldshuterkrieg hatte er sich weit um einen Namen gemacht und sei ein gerechter und allseits beliebter Mensch gewesen. Er sorgte für Ordnung und verwaltete die Silberminen im Schwarzatal für das Kloster St. Blasien. Zweimal jährlich wurde vor seiner Burg bei den Gerichtslinden Recht gesprochen, bei denen der Junker Hans Beisitzer war. Der Waldprobst des Klosters St. Blasien hielt den Vorsitz des Gerichts. Er war bekannt für seine Härte und kein Freund der Bevölkerung und des Junkers Hans. So kam es eines Tages, dass ein armer Kuhhirte vom Labacher Berg, der zuverlässig und fleißig war, sich gerne eine Existenz aufgebaut hätte. Er erbat vom Waldprobst etwas Land um seine Hütte, damit er Landwirtschaft betreiben konnte. Jedoch gerieten der Waldprobst und der Kuhhirte schnell wegen einer alten Familienstreitigkeit in Streit und es folgten heftige Beleidigungen und es sollte zum Prozess zwischen den beiden kommen. Während der Verhandlung hatte der Waldprobst die Oberhand und der Kuhhirte sah seine Felle davonschwimmen. Um den Kuhhirten zu demütigen, schenkte der Waldprobst dem Kuhhirten in seinem Hochmut ein Stück Land, das so groß sein sollte wie die Ochsenhaut, die der Hirte am Leibe trug. Der Waldprobst lachte über seinen bösen Einfall, doch Junker Hans bestand auf der Beurkundung der Schenkung. Sobald die Schriftstücke unterschrieben waren, verlangte der Junker eine scharfe Schere. Er schnitt die Ochsenhaut in dünne Streifen, verknotete sie und steckte damit das Gelände um die Hütte des Kuhhirten ab. Der Waldprobst tobte vor Zorn, doch geschrieben war geschrieben. So bekam der Kuhhirte sein Land und wurde glücklich. Noch heute heißt ein Gewann auf dem Labacher Berg die Hagen(ochsen)matte.